# Tucetona pectunculus
Tucetona pectunculus is een tweekleppigensoort uit de familie van de Glycymerididae. De wetenschappelijke naam van de soort werd in 1758 voor het eerst geldig gepubliceerd door Carl Linnaeus.
Rechter en linker klep van hetzelfde exemplaar:

Rechter klep
Linker klep